# Starposle
Starposle su naseljeno mjesto u općini Kakanj, Federacija Bosne i Hercegovine, BiH.

## Stanovništvo

### 1991.
Nacionalni sastav stanovništva 1991. godine, bio je sljedeći:
ukupno: 393
- Muslimani – 393

### 2013.
Nacionalni sastav stanovništva 2013. godine, bio je sljedeći:
ukupno: 214
- Bošnjaci – 214